# Anabaptistische opstand in Münster

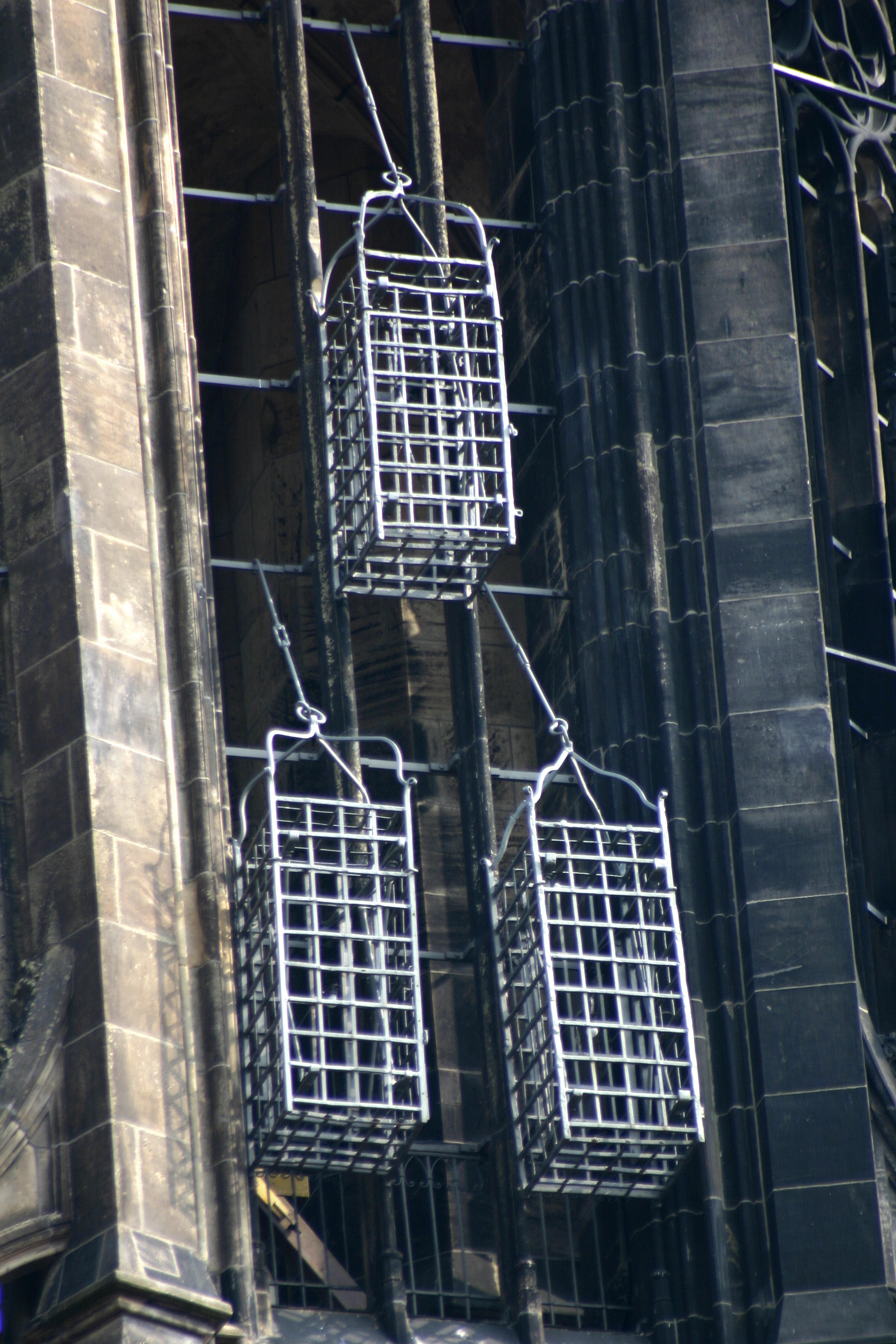
De kooien aan de Sint-Lambertuskerk in Münster

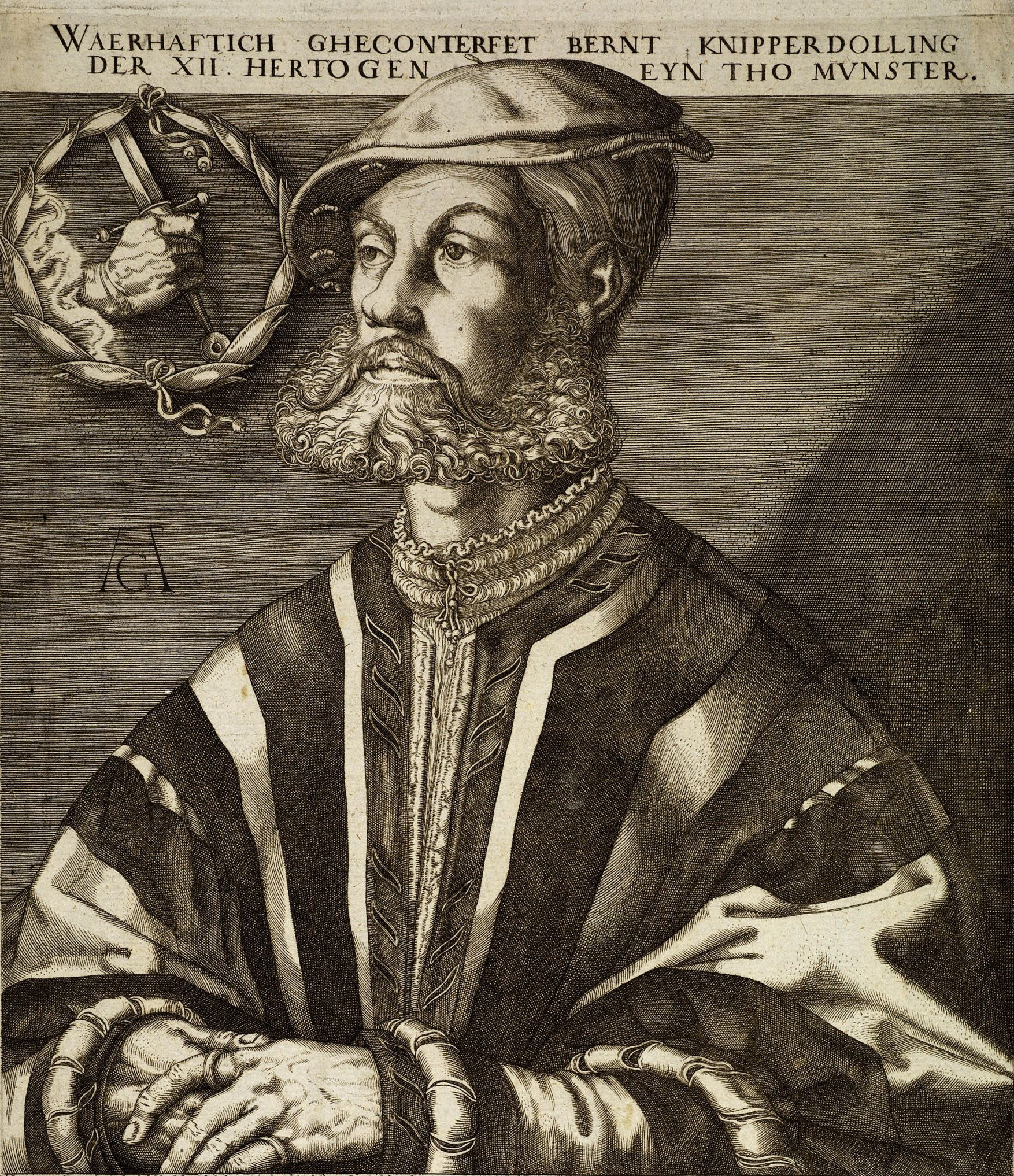
Berend Knipperdolling als koopman, gravure van Heinrich Aldegrever

De Anabaptistische opstand in Münster was een poging van radicale anabaptisten een gemeenschappelijke sektarische regering te vestigen in Münster in Noordrijn-Westfalen. De stad was onder hun bewind van februari 1534, toen het stadhuis werd ingenomen en Berend Knipperdolling geïnstalleerd werd als burgemeester, tot juni 1535. Het was Melchior Hoffman, die in 1530 met de volwassenendoop startte in Straatsburg, en zijn lijn van eschatologisch anabaptisme, dat de basis hielp leggen voor de gebeurtenissen van 1534-1535 in Münster. 
Het was een poging om het laatste boek van het Nieuwe Testament, de Openbaring van Johannes, in realiteit om te zetten.

## Verloop
Na de Duitse Boerenoorlog (1524-1525), werd een tweede en meer krachtige poging gedaan om een theocratie te vestigen bij Münster. Hier hadden de anabaptisten een aanzienlijke invloed gekregen, door de aansluiting van Bernhard Rottmann, de lutheraanse predikant, en een aantal prominente burgers. De leiders, Jan Matthijs, een bakker uit Haarlem, en Jan van Leiden (Jan Beukelszoon), een kleermaker uit Leiden, hadden weinig moeite om bezit van de stad te nemen en de magistraten af te zetten. Matthys was een volgeling van Melchior Hoffman, die na zijn gevangenschap in Straatsburg een aanzienlijke aanhang kreeg in de Lage Landen. Jan van Leiden en Gerard Boekbinder hadden Münster bezocht, en kwamen terug met het bericht dat Bernhard Rottmann er zijn doctrines, die vergelijkbaar waren met de hunne, verspreidde. Matthys noemde Münster het "Nieuwe Jeruzalem", en op 5 januari 1534 introduceerden zijn leerlingen er de volwassenendoop. Rothmann accepteerde blijkbaar het "herdopen" die dag, en meer dan 1.000 volwassenen werden herdoopt. Krachtige voorbereidingen werden getroffen, niet alleen om vast te houden wat was verkregen, maar om van Münster een uitvalbasis te maken voor de verovering van de rest van de wereld. 

### Invoering van een theocratie in de stad
De heerschappij van de Wederdopers in Münster laat zich opdelen in drie delen :
- februari-april 1534

het naast elkaar bestaan van de raad van verkozenen (met een meerderheid van wederdopers) en de zelfverklaarde profeet Jan Matthijs die de feitelijke macht in handen had. Alle mensen die de wederdoop weigerden moesten vertrekken: de wereldlijke en religieuze gemeenschap viel daarna samen. Ook de Invoering van gemeenschap van goederen en de afschaffing van geld, schulden, rekeningen, ... werd door Jan Matthijs doorgevoerd (ook met het oog op de aan de gang zijnde belegering had hij alle goederen nodig)
- april-september 1534

Jan van Leiden verkrijgt de macht als nieuwe profeet na de dood van Jan Matthijs en vervangt de raad van verkozenen door een raad van twaalf ouderen naar de twaalf stammen van Israel. Op basis van bijbelse (en misschien ook wereldse) motiveringen wordt de polygynie ingevoerd, echter niet zonder tegenstand.
- september 1534-juni 1535

Na het militair succes van het afslaan van een tweede aanvalspoging van de belegeraars op 31 augustus 1534, slaagt Jan van Leiden er in om zich  tot "Koning" van het "Nieuwe Jeruzalem" te laten uitroepen door de (door hemzelf aangestelde) profeet Johann Dusentschuer. De raad van twaalf ouderen wordt ontbonden, maar gaat helemaal op in zijn hofhouding. Via besluiten wordt Münster verder uitgebouwd tot het "Nieuwe Jeruzalem", gespiegeld aan het "Nieuwe Israel" waarvan zij het "uitverkoren volk van god" werden. Dit moest dienen als voorbeeld voor alle andere steden van de wereld. 

### De belegering rond de stad
Op 23 februari 1534 begon de verdreven prins-bisschop Frans van Waldeck met een nieuw samengesteld leger van zowel protestanten (waaronder de troepen van de landgraaf Filips I van Hessen) als de katholieken met de belegering van de stad.
Op paaszondag, 5 april 1534 waagde de chiliastische Jan Matthijs, die Gods laatste oordeel over de goddelozen op die dag had voorspeld, een uitval met slechts dertig volgelingen, die geloofden dat hij een tweede Gideon was. Hij werd met zijn hele gevolg gedood, zijn hoofd werd afgesneden en op een paal gespietst waar de hele stad het kon zien, en zijn geslachtsdelen werden aan de stadspoort genageld. 
Op 16 juni 1534 deed de doperse Hille Feicken een mislukte poging om de prins-bisschop met een list te vermoorden. Na haar verhoor, waarop ze verklaarde alleen gehandeld te hebben, werd ze vermoedelijk rond 27 juni  terechtgesteld.
Op 31 augustus 1534 vond een tweede bestorming van de stad plaats.
Tijdens de belegering werd Frans van Waldecks oudste zoon Christoph (ook Christoffer de Schone genoemd) (1510/1520; na 1561 in Vechta) gevangen genomen door de wederdopers. Hij huwde tijdens zijn gevangenschap met een van de zestien vrouwen van Jan van Leiden (Engele Kerkerinck), maar kon met haar de stad ontvluchten.

### Afloop van de belegering
Op 23 mei 1535 liep de anabaptist Heinrich Gresbeck over naar het kamp van de katholieken en speelde waardevolle informatie door in verband met de fortificaties en de zwakke plekken daarin.
Op 25 juni 1535 viel de stad en kwam ze opnieuw in handen van prins-bisschop Frans van Waldeck. Jan van Leiden en verschillende andere prominente anabaptistische leiders werden gevangengenomen. 
In januari 1536 werden Jan van Leiden, Berend Knipperdolling en Berend Krechting, geëxecuteerd op de markt van Münster. Hun lichamen werden tentoongesteld in kooien, die aan de toren van de Sint-Lambertuskerk werden opgehangen. De (vernieuwde) kooien hangen er nog steeds (zonder de botten).
Het is niet duidelijk of Rothmann de aanval overleefde. Heinrich Krechting verzette zich tot het laatst, en kreeg daarop een vrijgeleide om de stad te ontvluchten.

## Gevolgen
De Anabaptistische opstand in Münster was een keerpunt voor de anabaptistische beweging. Zij had nooit meer diezelfde gelegenheid tot politiek belang, omdat de burgerlijke krachten vanaf toen strenge maatregelen namen om dergelijke agitatie in de kiem te smoren.
De batenburgers onder Jan van Batenburg zetten de gewelddadige millennialistische stroming van het anabaptisme verder, zoals die zich voorgedaan had in Münster. Ze waren polygaam en geloofden dat geweld gerechtvaardigd was tegen iedereen die niet tot hun sekte behoorde. Hun beweging ging ondergronds na de onderdrukking van de Anabaptistische opstand in Münster. Hun leden deden zich voor als katholieken of lutheranen als dat nodig bleek. Sommige niet-resistente wederdopers vonden leiders in Menno Simons, de broers Obbe en Dirk Philips, Nederlandse anabaptistische leiders die de kenmerkende doctrines van de Münsterse anabaptisten verwierpen. Deze groep werd bekend als de mennonieten, genoemd naar Menno Simons. Zij verwierpen het gebruik van geweld, en predikten een geloof gebaseerd op liefde en mededogen voor de vijand.
In augustus 1536 kwamen de leiders van de anabaptistische groepen beïnvloed door Melchior Hoffman samen in Bocholt in een poging om de eenheid te bewaren. De vergadering werd bijgewoond door volgelingen van Batenburg, overlevenden van Münster, David Joris en zijn sympathisanten en de niet-resistente anabaptisten. Tijdens deze vergadering waren de belangrijkste discussiegebieden tussen de sekten het polygaam huwelijk en het gebruik van geweld tegen niet-gelovigen. Joris stelde een compromis voor door te verklaren dat de tijd nog niet gekomen was om te vechten tegen de autoriteiten en dat het onverstandig was om niet-anabaptisten te doden. De verzamelde anabaptisten stemden in met het compromis van geweldloosheid, maar de vergadering kon de versnippering van het anabaptisme niet voorkomen.

## Primaire bronnen
De twee belangrijkste primaire bronnen zijn de getuigenissen van Hermann von Kersenbrock en Heinrich Gresbeck. 
- Kersenbrock volgde school in Münster ten tijde van de overname van de stad door de anabaptisten en schreef er dertig jaar later een verslag van in het latijn vanuit het katholieke standpunt (Anabaptistici Furoris Narratio)
- Heinrich Gresbeck leefde in Münster tijdens de anabaptistische opstand en schreef een verslag in het Nederduits van de gebeurtenissen aldaar (Engelse vertaling: ISBN 978-1-61248-141-8)

## Secundaire bronnen
- Communism in Central Europe in the Time of the Reformation, door Karl Kautsky
- The Friends of God (The Siege in the USA), door Peter Vansittart
- The Tailor King: The Rise and Fall of the Anabaptist Kingdom of Munster, door Anthony Arthur (ISBN 0-312-20515-5)
- Bockelson, door Fritz Reck-Malle
- The Radical Reformation, door George Hunston Williams (ISBN 0-940474-15-8)
- The Pursuit of the Millennium, door Norman Cohn (Paladin, 1970)
- Narrative of the Anabaptist Madness: The Overthrow of Münster, the Famous Metropolis of Westphalia (Studies in the History of Christian Traditions; 132), door Hermann von Kerssenbroch. (Brill Academic Publishers, 2007; ISBN 978-90-04-15721-7)
- Freaks of Fanaticism and Other Strange Events (1891), door Sabine Baring-Gould (Gutenberg)
- Christopher S. Mackay: Hermann von Kerssenbrock's Anabaptistici Furoris Narratio - Anabaptist Kingdom of Münster, ualberta.ca